# Diderik Batens
Diderik Batens is een Belgisch logicus en epistemoloog. Hij staat vooral bekend om zijn werk op het gebied van adaptieve en paraconsistente logica's. Zijn onderzoek ligt wat in de lijn van het werk van Graham Priest en de Braziliaanse wiskundige Newton da Costa.
Sinds 2002 is hij lid van de Koninklijke Vlaamse Academie van België voor Wetenschappen en Kunsten.

## Adaptieve logica's
Batens is verantwoordelijk voor het grootste deel van de ontwikkeling van adaptieve logica's (die begon in de jaren 1980). 
Een logica is adaptief als ze zich aanpast aan de specifieke premissen waarop ze wordt toegepast. Zo'n logica modelleert de dynamiek van ons redeneren.
Deze logica's worden gekenmerkt door het feit dat ze het monotoniciteitsprincipe niet handhaven. Dit principe zegt dat als we uit een verzameling premissen A de conclusie B afleiden, dan zal uit A waarin een willekeurige andere verzameling premissen wordt toegevoegd, B nog steeds worden afgeleid. Zoals voor alle paraconsistente logica's geldt dat men uit A en -A niets kan afleiden. Voor adaptieve logica geldt dat van de conclusies die volgen uit een verzameling premissen, sommige afhangen van de aanname dat bepaalde formules in de afleiding zich consistent gedragen (d.w.z. dat het niet zo is dat de premisse en zijn negatie waar zijn). Deze gevolgen kunnen ongedaan gemaakt worden als andere premissen bepalen dat de formules die consistent moesten zijn dat niet zijn. Dit gebeurt in een dynamische bewijsmethode. Bijvoorbeeld:
1. A of B [Premisse]
2. -A [Premisse]
3. A en C [Premisse]
4. B [Disjunctief syllogisme tussen 1 en 2, onder de aanname dat A zich consistent gedraagt]
5. A [Decompositie van 3]

Omdat A zich dan niet consistent gedraagt (omdat de premissen zowel A als -A bewijzen), kan B niet afgeleid worden en vervalt stap 4. Hoe vreemd het ook lijkt, dit leidt tot een stabiele (hoewel duidelijk inconsistente) verzameling conclusies van de premissen. Volgens Batens zijn adaptieve logica's het meest bruikbaar in theorieën die een aantal inconsistenties hebben, maar die niet bedoeld zijn om triviaal te zijn, zoals veel wetenschappelijke theorieën of pogingen om incompatibele theorieën te verenigen.

## Onderzoeksonderwerpen
Batens' onderzoeksinteresses zijn adaptieve logica, paraconsistentie, klassieke logica, dynamische bewijzen, inconsistentie, inconsistentie-adaptieve logica, paraconsistente logica, relevante implicatie, logische behandeling van abnormaliteiten, ambiguïteit, achtergrondkennis, tweewaardige semantiek, voorwaardelijke afleiding, vermoedens, defeasible reasoning, defeasible rules, inbedding en ethiek.